# Juan Nepomuceno de Lera y Cano
Juan Nepomuceno de Lera y Cano (Peñas de San Pedro, Albacete, 27 de febrero de 1755 - Segovia, 23 de junio de 1831) fue un religioso jesuita español que llegó a ser obispo de Barbastro (1815-1828) y obispo de Segovia (1828-1831).

## Biografía
Nació en Peñas de San Pedro (Albacete) el 27 de febrero de 1755, siendo hijo de Francisco y Pascuala. Criado en una familia de labradores, fue enviado al Seminario de San Fulgencio de Murcia para comenzar su formación en la Compañía de Jesús, donde estudió Teología, en cuya materia se doctoró.
En breve periodo de tiempo consiguió cargo en la Archidiócesis de Toledo. Más tarde regentó las parroquias de Cenicientos y La Guardia. El 16 de agosto de 1810 fue elegido en las Reales Fábricas de Latón de San Juan de Riópar diputado por La Mancha en las Cortes de Cádiz; ese mismo día se le otorgó un poder y juró su cargo y tomó posesión en la sesión del 25 de octubre de 1810 en sesión pública. Absolutista, formó parte de una sola comisión, la de Prebendas eclesiásticas, y participó en debates sobre diez cuestiones diferentes, destacando las de Señoríos, Inquisición, Proyecto de Constitución. Se opuso al principio de soberanía nacional, negando, de acuerdo con los clásicos del XVI y del XVII, la capacidad de la sociedad para elegir su propia forma de gobierno. Sin embargo, fue uno de los firmantes de la Constitución de Cádiz. Fue párroco de la El Salvador de Madrid, hasta que, tras la reacción absolutista del llamado Manifiesto de los Persas, fue nombrado en 1815 Consiliario Bienal Eclesiástico de los Reales Hospitales y el 19 de febrero de 1815 fue consagrado obispo de Barbastro, cargo que ocupó hasta que el 23 de febrero de 1828 fue designado obispo de Segovia. El 15 de agosto de 1829 tuvo que anular su visita pastoral por encontrarse enfermo, falleciendo en Segovia el 23 de enero de 1831 a causa de perlesía.
| Predecesor: Agustín Iñigo Abad Lasierra | Obispo de Barbastro 1815- 1828 | Sucesor: Casimiro Piñera y Naredo |
| Predecesor: Bonifacio López Pulido      | Obispo de Segovia 1828 - 1831  | Sucesor: Joaquín Briz             |